# BMW X1
BMW X1 – samochód osobowy typu crossover klasy kompaktowej produkowany pod niemiecką marką BMW od 2009 roku. Od 2022 roku produkowana jest trzecia generacja modelu.

## Pierwsza generacja

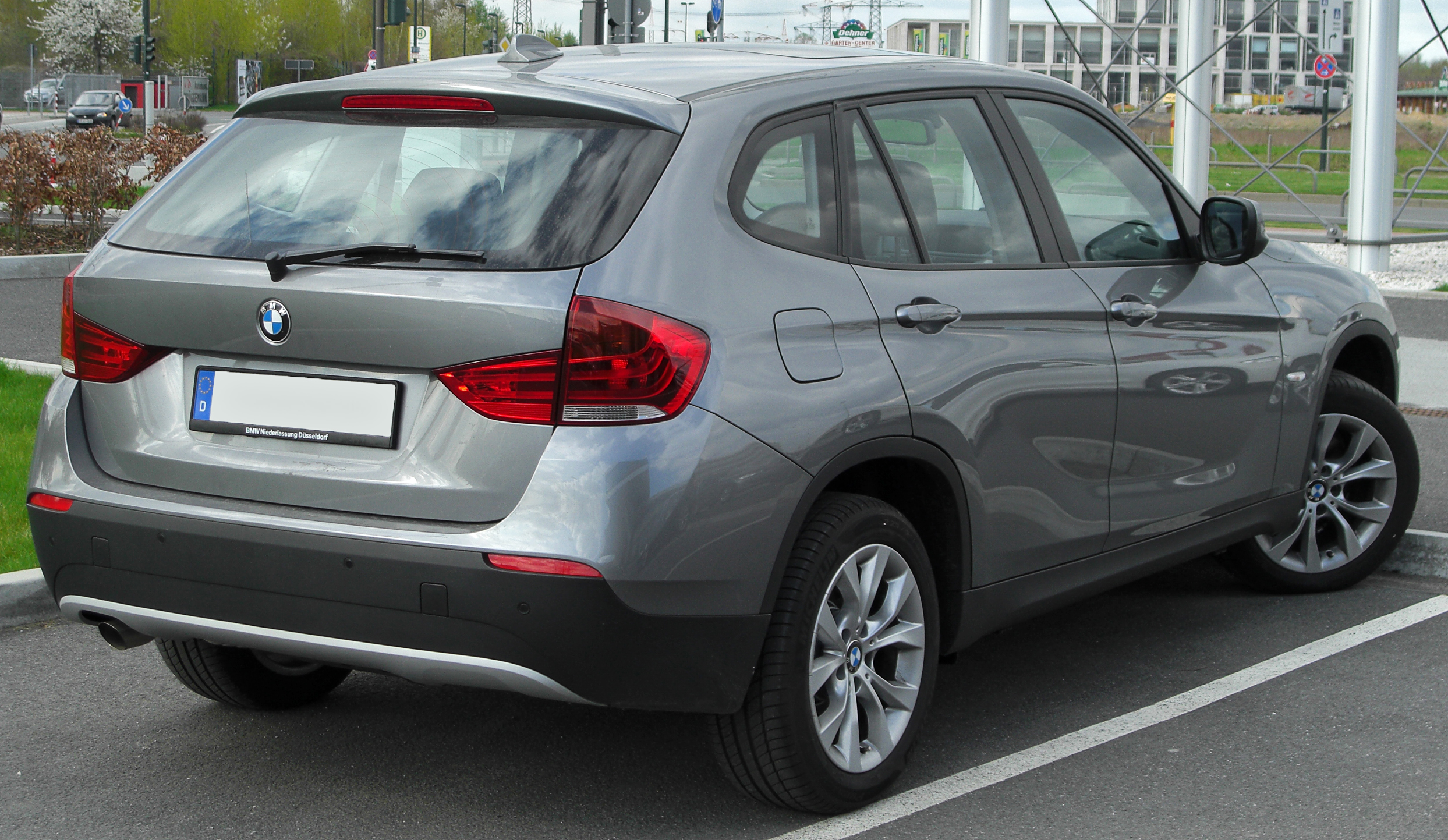
BMW X1 I (E84) – tył

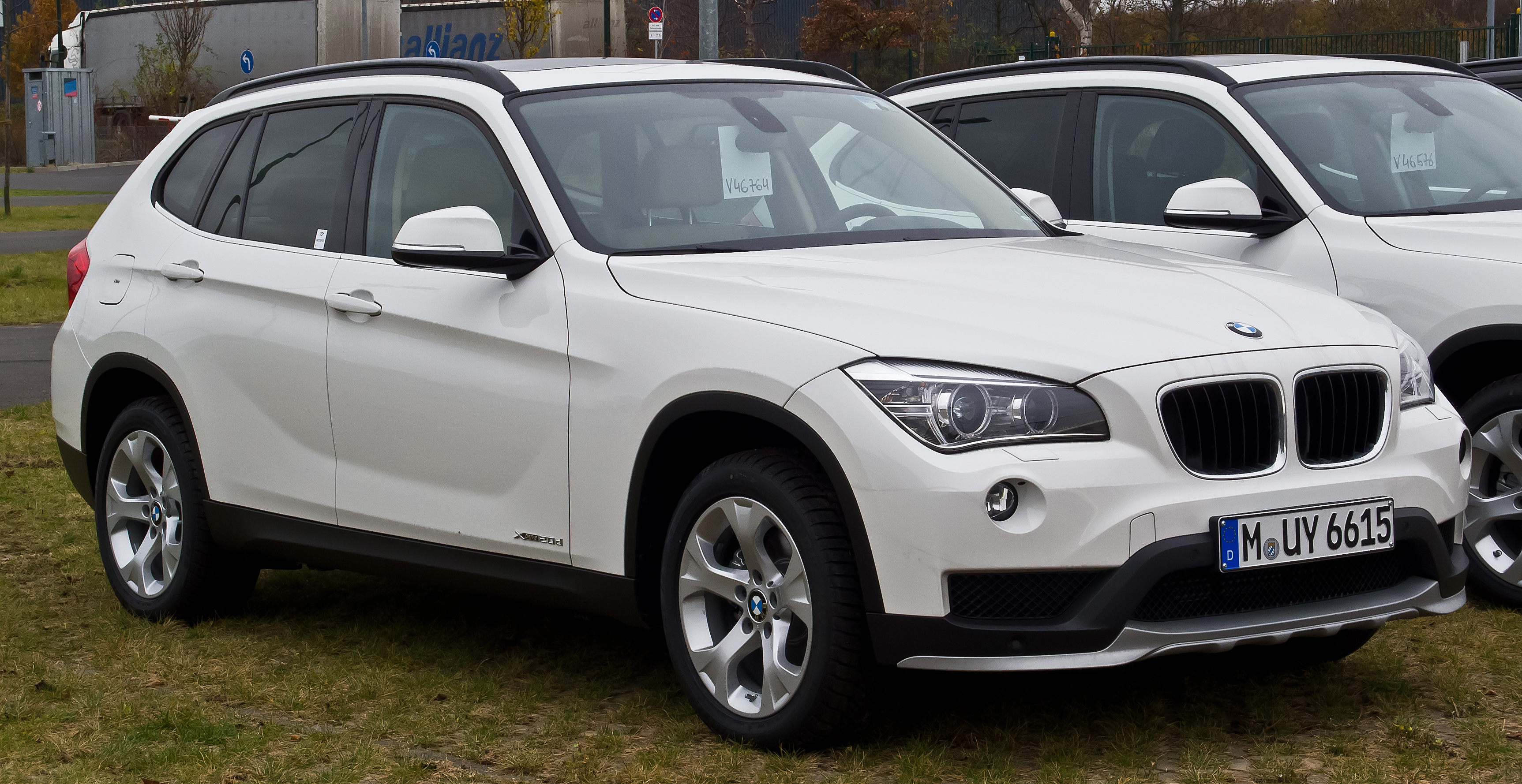
BMW X1 I (E84) po liftingu

BMW X1 zadebiutowało w lecie 2009 roku jako pierwszy tak mały model tego typu w historii marki.
W 2012 roku auto przeszło delikatny face lifting. Przestylizowano przedni zderzak, zastosowano nowe wkłady reflektorów, zmieniono tylny zderzak oraz światła. W grudniu 2013 roku auto delikatnie odświeżono. Dodano m.in. światła do jazdy dziennej wykonane w technologii LED do każdej wersji wyposażenia, nowe wzory felg i lakierów nadwozia. Zaktualizowano system teleinformacyjny oraz wzbogacono wyposażenie.
Podczas targów motoryzacyjnych w Detroit w styczniu 2014 roku zaprezentowano BMW X1 po delikatnych modernizacjach. Zmieniono m.in. oprawę przednich wlotów powietrza na błyszczącą, nowy wzór 17-calowych obręczy, nowy odcień lakieru oraz warianty wykończenia kokpitu.

### Dane techniczne[3]
| Model                                   | Skrzynia Biegów        | Napęd              | Pojemność skokowa  | Układ cylindrów    | Moc                                     | Moment obrotowy                | Przyspieszenie 0–100 km/h | Prędkość maksymalna | Zużycie paliwa (miasto/poza miastem/średnie) |
| Silniki benzynowe:                      | Silniki benzynowe:     | Silniki benzynowe: | Silniki benzynowe: | Silniki benzynowe: | Silniki benzynowe:                      | Silniki benzynowe:             | Silniki benzynowe:        | Silniki benzynowe:  | Silniki benzynowe:                           |
| --------------------------------------- | ---------------------- | ------------------ | ------------------ | ------------------ | --------------------------------------- | ------------------------------ | ------------------------- | ------------------- | -------------------------------------------- |
| 18i od 3/2010                           | 6-biegowa manualna     | koła tylne         | 1995 cm³           | R4                 | 110 kW / 150 KM przy 6400 obr./min      | 200 Nm przy 3600 obr./min      | 9,7 s                     | 202 km/h            | 11,3/6,4/8,2 l/100km                         |
| 18i od 3/2010                           | 6-biegowa automatyczna | koła tylne         | 1995 cm³           | R4                 | 110 kW / 150 KM przy 6400 obr./min      | 200 Nm przy 3600 obr./min      | 10,4 s                    | 200 km/h            | 11,5/6,6/8,4 l/100km                         |
| 18i od 7/2012                           | 6-biegowa manualna     | koła tylne         | 1995 cm³           | R4                 | 110 kW / 150 KM przy 6400 obr./min      | 200 Nm przy 3600 obr./min      | 9,7 s                     | 202 km/h            | 10,4/6,2/7,7 l/100km                         |
| 18i od 7/2012                           | 6-biegowa automatyczna | koła tylne         | 1995 cm³           | R4                 | 110 kW / 150 KM przy 6400 obr./min      | 200 Nm przy 3600 obr./min      | 10,4 s                    | 200 km/h            | 10,9/6,2/7,9 l/100km                         |
| 20i od 9/2011                           | 6-biegowa manualna     | koła tylne         | 1997 cm³           | R4                 | 135 kW / 184 KM przy 5000-6250 obr./min | 270 Nm przy 1250-4500 obr./min | 7,4 s                     | 220 km/h            | 9,1/5,9/7,1 l/100km                          |
| 20i od 9/2011                           | 8-biegowa automatyczna | koła tylne         | 1997 cm³           | R4                 | 135 kW / 184 KM przy 5000-6250 obr./min | 270 Nm przy 1250-4500 obr./min | 7,7 s                     | 220 km/h            | 9,4/5,8/7,1 l/100km                          |
| 20i od 7/2012                           | 6-biegowa manualna     | koła tylne         | 1997 cm³           | R4                 | 135 kW / 184 KM przy 5000-6250 obr./min | 270 Nm przy 1250-4500 obr./min | 7,4 s                     | 220 km/h            | 8,9/5,8/6,9 l/100km                          |
| 20i od 7/2012                           | 8-biegowa automatyczna | koła tylne         | 1997 cm³           | R4                 | 135 kW / 184 KM przy 5000-6250 obr./min | 270 Nm przy 1250-4500 obr./min | 7,7 s (7,5 s od 3/2014)   | 220 km/h            | 8,7/5,2/6,7 l/100km                          |
| 20iX od 9/2011                          | 6-biegowa manualna     | wszystkie koła     | 1997 cm³           | R4                 | 135 kW / 184 KM przy 5000-6250 obr./min | 270 Nm przy 1250-4500 obr./min | 7,8 s                     | 215 km/h            | 9,7/6,5/7,7 l/100km                          |
| 20iX od 9/2011                          | 8-biegowa automatyczna | wszystkie koła     | 1997 cm³           | R4                 | 135 kW / 184 KM przy 5000-6250 obr./min | 270 Nm przy 1250-4500 obr./min | 7,9 s                     | 215 km/h            | 10,1/6,1/7,6 l/100km                         |
| 20iX od 7/2012                          | 6-biegowa manualna     | wszystkie koła     | 1997 cm³           | R4                 | 135 kW / 184 KM przy 5000-6250 obr./min | 270 Nm przy 1250-4500 obr./min | 7,8 s                     | 215 km/h            | 9,5/6,3/7,5 l/100km                          |
| 20iX od 7/2012                          | 8-biegowa automatyczna | wszystkie koła     | 1997 cm³           | R4                 | 135 kW / 184 KM przy 5000-6250 obr./min | 270 Nm przy 1250-4500 obr./min | 7,9 s                     | 215 km/h            | 9,1/6,0/7,1 l/100km                          |
| 25iX od 3/2010                          | 6-biegowa automatyczna | wszystkie koła     | 2996 cm³           | R6                 | 160 kW / 218 KM przy 6100 obr./min      | 280 Nm przy 2500-3500 obr./min | 7,9 s                     | 223 km/h            | 12,9/7,2/9,3 l/100km                         |
| 28iX od 9/2009                          | 6-biegowa automatyczna | wszystkie koła     | 2996 cm³           | R6                 | 190 kW / 258 KM przy 6600 obr./min      | 310 Nm przy 2600-3000 obr./min | 6,8 s                     | 230 km/h            | 13,0/7,3/9,4 l/100km                         |
| 28iX od 3/2011                          | 6-biegowa manualna     | wszystkie koła     | 1997 cm³           | R4                 | 180 kW / 245 KM przy 5000 obr./min      | 350 Nm przy 1250 obr./min      | 6,1 s                     | 240 km/h            | 9,9/6,7/7,9 l/100km                          |
| 28iX od 3/2011                          | 8-biegowa automatyczna | wszystkie koła     | 1997 cm³           | R4                 | 180 kW / 245 KM przy 5000 obr./min      | 350 Nm przy 1250 obr./min      | 6,5 s                     | 240 km/h            | 10,4/6,4/7,9 l/100km                         |
| 28iX od 7/2012                          | 6-biegowa manualna     | wszystkie koła     | 1997 cm³           | R4                 | 180 kW / 245 KM przy 5000-6500 obr./min | 350 Nm przy 1250-4800 obr./min | 6,1 s                     | 240 km/h            | 9,7/6,4/7,7 l/100km                          |
| 28iX od 7/2012                          | 8-biegowa automatyczna | wszystkie koła     | 1997 cm³           | R4                 | 180 kW / 245 KM przy 5000-6500 obr./min | 350 Nm przy 1250-4800 obr./min | 6,5 s (6,4 s od 3/2014)   | 240 km/h            | 9,1/6,1/7,2 l/100km                          |
| Silniki wysokoprężne:                   |                        |                    |                    |                    |                                         |                                |                           |                     |                                              |
| 16d od 7/2012                           | 6-biegowa manualna     | koła tylne         | 1995 cm³           | R4                 | 85 kW / 116 KM przy 4000 obr./min       | 260 Nm przy 1750-3000 obr./min | 11,5 s                    | 190 km/h            | 5,7/4,4/4,9 l/100km                          |
| 16d od 3/2014                           | 8-biegowa automatyczna | koła tylne         | 1995 cm³           | R4                 | 85 kW / 116 KM przy 4000 obr./min       | 260 Nm przy 1750-3000 obr./min | 11,3 s                    | 189 km/h            | 5,6/4,7/5,0 l/100km                          |
| 18d od 9/2009                           | 6-biegowa manualna     | koła tylne         | 1995 cm³           | R4                 | 105 kW / 143 KM przy 4000 obr./min      | 320 Nm przy 1750-2500 obr./min | 9,6 s                     | 200 km/h            | 6,1/4,7/5,2 l/100km                          |
| 18d od 3/2010                           | 6-biegowa automatyczna | koła tylne         | 1995 cm³           | R4                 | 105 kW / 143 KM przy 4000 obr./min      | 320 Nm przy 1750-2500 obr./min | 9,9 s                     | 200 km/h            | 7,1/5,2/5,9 l/100km                          |
| 18d od 7/2012                           | 6-biegowa manualna     | koła tylne         | 1995 cm³           | R4                 | 105 kW / 143 KM przy 4000 obr./min      | 320 Nm przy 1750-2750 obr./min | 9,6 s                     | 202 km/h            | 5,7/4,4/4,9 l/100km                          |
| 18d od 7/2012                           | 8-biegowa automatyczna | koła tylne         | 1995 cm³           | R4                 | 105 kW / 143 KM przy 4000 obr./min      | 320 Nm przy 1750-2750 obr./min | 9,9 s (9,6 s od 3/2014)   | 202 km/h            | 5,6/4,7/5,0 l/100km                          |
| 18dX od 9/2009                          | 6-biegowa manualna     | wszystkie koła     | 1995 cm³           | R4                 | 105 kW / 143 KM przy 4000 obr./min      | 320 Nm przy 1750-2500 obr./min | 10,1 s                    | 195 km/h            | 6,7/5,1/5,7 l/100km                          |
| 18dX od 3/2010                          | 6-biegowa automatyczna | wszystkie koła     | 1995 cm³           | R4                 | 105 kW / 143 KM przy 4000 obr./min      | 320 Nm przy 1750-2500 obr./min | 10,3 s                    | 195 km/h            | 7,7/5,4/6,2 l/100km                          |
| 18dX od 7/2012                          | 6-biegowa manualna     | wszystkie koła     | 1995 cm³           | R4                 | 105 kW / 143 KM przy 4000 obr./min      | 320 Nm przy 1750-2750 obr./min | 9,9 s                     | 195 km/h            | 6,5/4,8/5,5 l/100km                          |
| 18dX od 7/2012                          | 8-biegowa automatyczna | wszystkie koła     | 1995 cm³           | R4                 | 105 kW / 143 KM przy 4000 obr./min      | 320 Nm przy 1750-2750 obr./min | 10,1 s (10,0 s od 3/2014) | 195 km/h            | 6,1/5,1/5,4 l/100km                          |
| 20d od 9/2009                           | 6-biegowa manualna     | koła tylne         | 1995 cm³           | R4                 | 130 kW / 177 KM przy 4000 obr./min      | 350 Nm przy 1750-3000 obr./min | 8,1 s                     | 218 km/h            | 6,4/4,7/5,3 l/100km                          |
| 20d od 3/2010                           | 6-biegowa automatyczna | koła tylne         | 1995 cm³           | R4                 | 130 kW / 177 KM przy 4000 obr./min      | 350 Nm przy 1750-3000 obr./min | 8,3 s                     | 218 km/h            | 7,1/5,2/5,9 l/100km                          |
| 20d od 7/2012                           | 6-biegowa manualna     | koła tylne         | 1995 cm³           | R4                 | 135 kW / 184 KM przy 4000 obr./min      | 380 Nm przy 1750-2750 obr./min | 7,8 s                     | 220 km/h            | 5,8/4,4/4,9 l/100km                          |
| 20d od 7/2012                           | 8-biegowa automatyczna | koła tylne         | 1995 cm³           | R4                 | 135 kW / 184 KM przy 4000 obr./min      | 380 Nm przy 1750-2750 obr./min | 7,9 s (7,7 s od 3/2014)   | 218 km/h            | 5,6/4,7/5,0 l/100km                          |
| 20d EfficientDynamics Edition od 9/2011 | 6-biegowa manualna     | koła tylne         | 1995 cm³           | R4                 | 120 kW / 163 KM przy 4000 obr./min      | 380 Nm przy 1750-2750 obr./min | 8,3 s                     | 215 km/h            | 5,2/4,1/4,5 l/100km                          |
| 20dX od 9/2009                          | 6-biegowa manualna     | wszystkie koła     | 1995 cm³           | R4                 | 130 kW / 177 KM przy 4000 obr./min      | 350 Nm przy 1750-3000 obr./min | 8,4 s                     | 213 km/h            | 7,0/5,1/5,8 l/100km                          |
| 20dX od 9/2009                          | 6-biegowa automatyczna | wszystkie koła     | 1995 cm³           | R4                 | 130 kW / 177 KM przy 4000 obr./min      | 350 Nm przy 1750-3000 obr./min | 8,6 s                     | 213 km/h            | 7,7/5,4/6,2 l/100km                          |
| 20dX od 7/2012                          | 6-biegowa manualna     | wszystkie koła     | 1995 cm³           | R4                 | 135 kW / 184 KM przy 4000 obr./min      | 380 Nm przy 1750-2750 obr./min | 8,1 s                     | 215 km/h            | 6,6/4,9/5,5 l/100km                          |
| 20dX od 7/2012                          | 8-biegowa automatyczna | wszystkie koła     | 1995 cm³           | R4                 | 135 kW / 184 KM przy 4000 obr./min      | 380 Nm przy 1750-2750 obr./min | 8,1 s (8,0 od 3/2014)     | 213 km/h            | 6,1/5,1/5,4 l/100km                          |
| 23dX od 9/2010                          | 6-biegowa manualna     | wszystkie koła     | 1995 cm³           | R4                 | 150 kW / 204 KM przy 4400 obr./min      | 400 Nm przy 2000-2250 obr./min | 7,3 s                     | 223 km/h            | 7,3/5,2/6,0 l/100km                          |
| 23dX od 9/2009                          | 6-biegowa automatyczna | wszystkie koła     | 1995 cm³           | R4                 | 150 kW / 204 KM przy 4400 obr./min      | 400 Nm przy 2000-2250 obr./min | 7,3 s                     | 223 km/h            | 7,8/5,5/6,3 l/100km                          |
| 25dX od 7/2012                          | 6-biegowa manualna     | wszystkie koła     | 1995 cm³           | R4                 | 160 kW / 218 KM przy 4000 obr./min      | 450 Nm przy 1500-2500 obr./min | 6,8 s                     | 230 km/h            | 7,2/5,0/5,9 l/100km                          |
| 25dX od 7/2012                          | 8-biegowa automatyczna | wszystkie koła     | 1995 cm³           | R4                 | 160 kW / 218 KM przy 4000 obr./min      | 450 Nm przy 1500-2500 obr./min | 6,8 s (6,7 s od 3/2014)   | 228 km/h            | 6,3/5,1/5,5 l/100km                          |

## Druga generacja

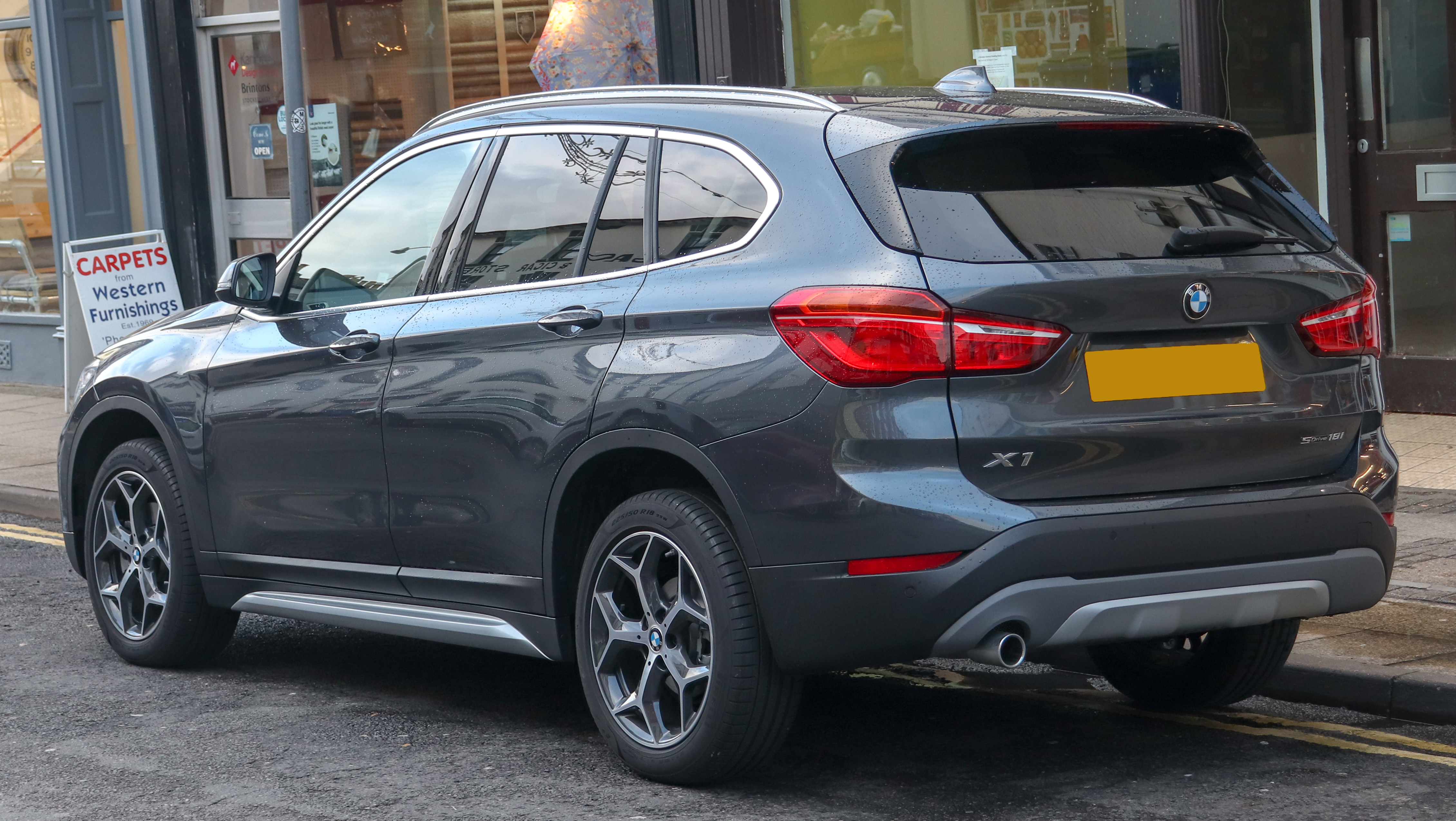
BMW X1 II – tył

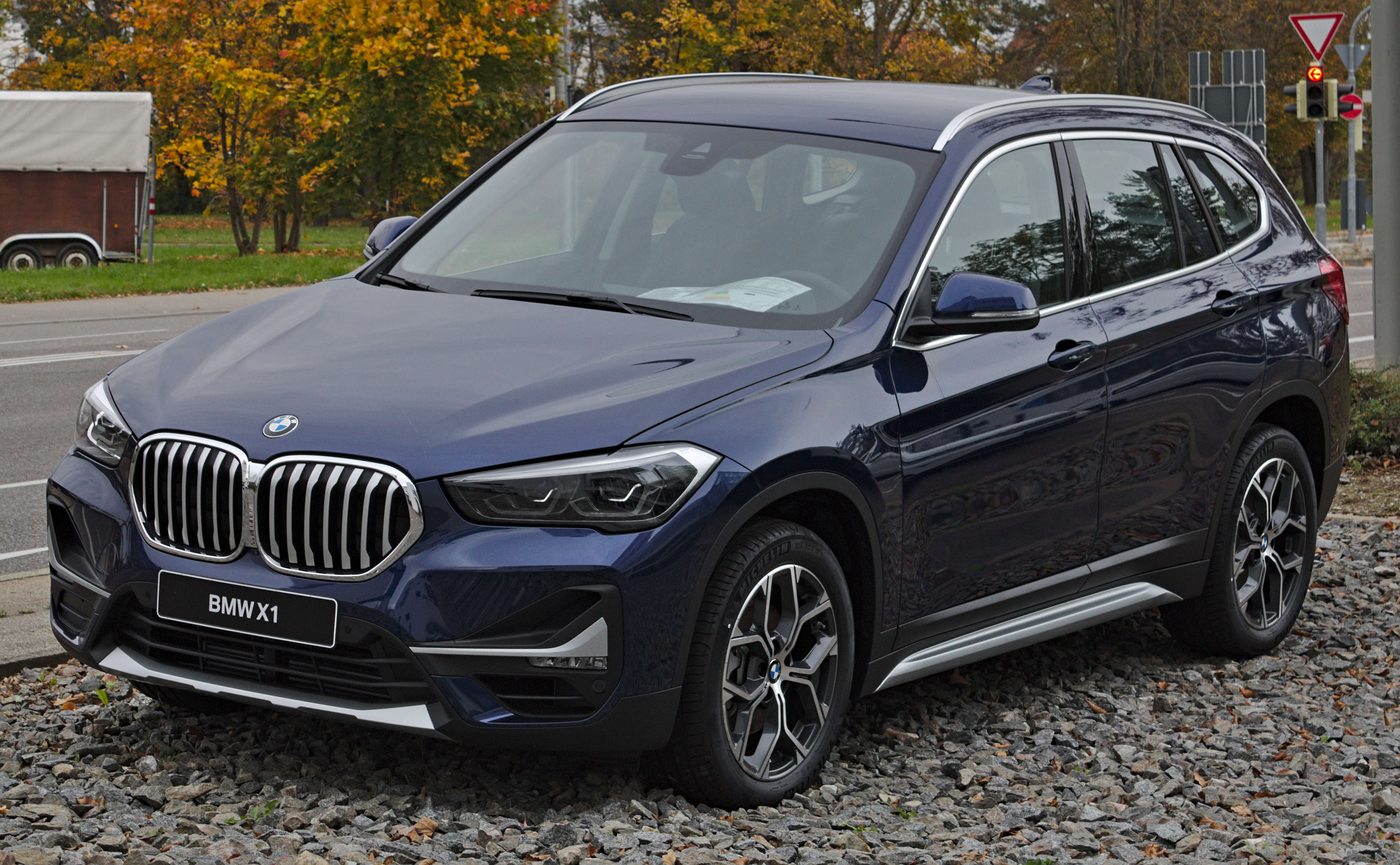
BMW X1 II po liftingu

BMW X1 II zadebiutowało w połowie 2015 roku.
Samochód zastąpił dotychczasowy model po 6-letnim stażu rynkowym, otrzymując nowy kod fabryczny – F48. W wyglądzie i sylwetce najmniejszego crossovera w gamie BMW zaszły spore zmiany – samochód stał się szerszy i wyższy, ale i krótszy. Zniknęła charakterystyczna długa przednia maska na rzecz bardziej wyważonych proporcji. Jest to kolejne, po serii 2 Active Tourer auto marki, które otrzymało napęd przedni.
Światowa premiera drugiej generacji miała miejsce podczas Salonu Samochodowego we Frankfurcie jesienią 2015 roku. We wrześniu 2019 roku zapowiedziano wprowadzenie do sprzedaży, a w styczniu 2020 roku rozpoczęto sprzedaż pierwszego w serii wariantu z napędem hybrydowym ładowanym z gniazdka (plug-in).
Samochód zbudowano na modułowej platformie UKL2 z napędem na przednią oś wspólną z Mini, w przeciwieństwie do poprzedniej generacji, która oparta była na BMW serii 3.

### Wyposażenie
Wszystkie modele wyposażone są w 17-calowe felgi ze stopów lekkich, bagażnik dachowy, elektrycznie sterowaną klapę tylną, 6,5-calowy system iDrive i fotele z tkaniny. Lista opcji obejmuje panoramiczne okno dachowe, zmodernizowany system iDrive Navigation Plus z 8,8-calowym ekranem dotykowym i wyświetlacz Head-Up.
Modele sDrive16d i 18i są dostępne z 6-biegową manualną skrzynią biegów, a modele sDrive18i można zmodernizować do 8-biegowej automatycznej skrzyni biegów. Reszta gamy modeli otrzymuje standardowo 8-biegową skrzynię Steptronic automatic.

## Trzecia generacja

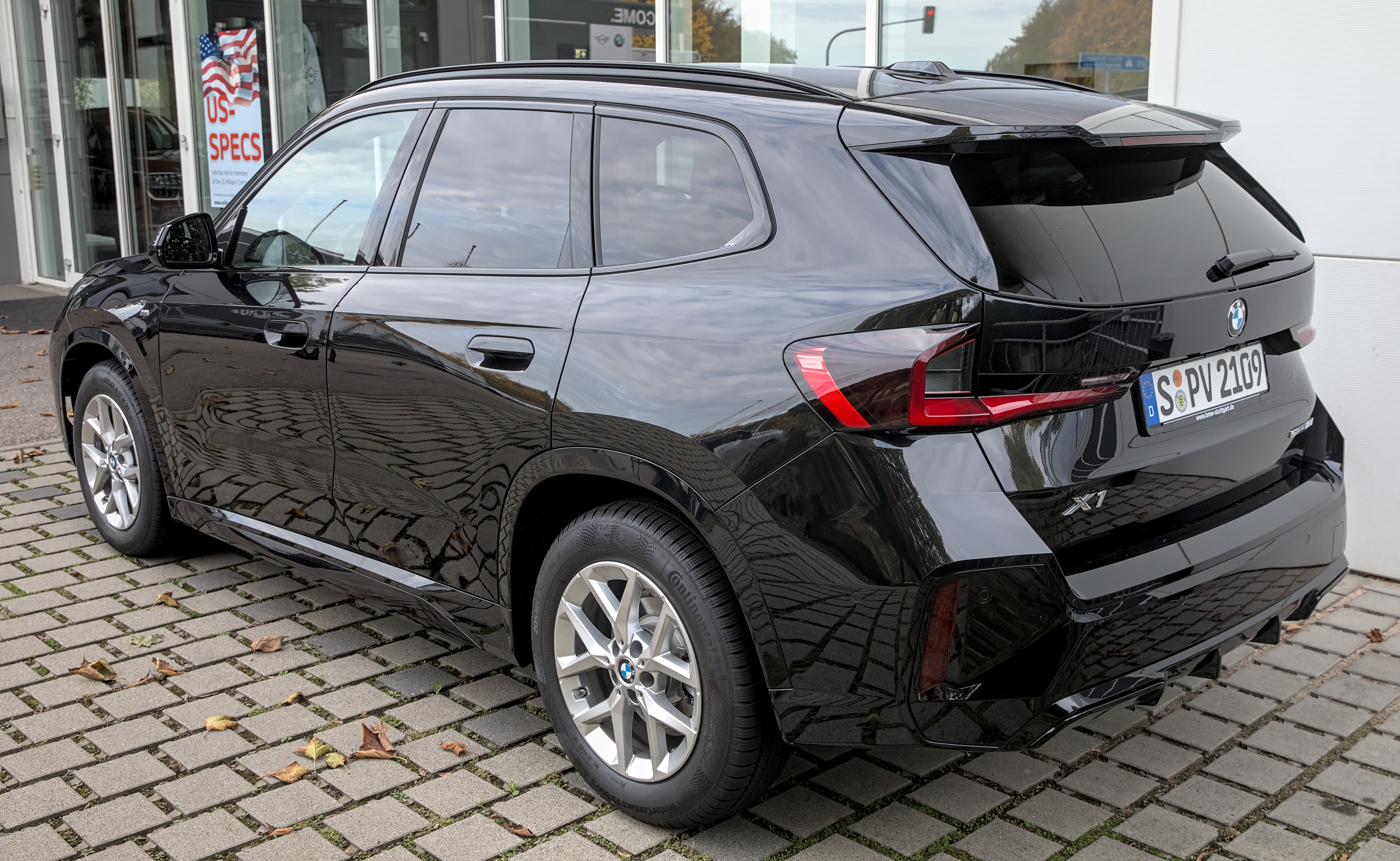
BMW X1 III – tył

BMW X1 III zostało zaprezentowane po raz pierwszy w czerwcu 2022 roku.
Pojazd jest zbudowany na platformie BMW UKL2. Gama składa się z silnika elektrycznego, 3-cylindrowych i 4-cylindrowych turbodoładowanych silników benzynowych i wysokoprężnych z dostępną opcją plug-in. Modele podstawowe mają napęd na przednie koła, napęd na wszystkie koła jest dostępny jako opcja i standard w niektórych modelach wyższej półki.

### iX1
BMW iX1 zostało zaprezentowane po raz pierwszy wraz z BMW X1 w czerwcu 2022 roku.
Samochód można naładować prądem stałym o mocy aż 130 kW. Wersja elektryczna jest wyposażona w tylko jeden silnik elektryczny na każdą oś, który rozwija moc 313 KM i jest zasilany baterią o pojemności 64,7 kWh zainstalowaną w dolnej części nadwozia. Model ten został zaprojektowany przez Polaka, Jacka Pepłowskiego.